# 126 (număr)
126 (o sută douăzeci și șase) este numărul natural care urmează după 125 și precede pe 127 într-un șir crescător de numere naturale.

## În matematică
126
- Este un număr par.
- Este un număr compus.[1][2]
- Este un număr abundent.[3][4]
- Este un număr Friedman[5][6]
- Este un număr harshad[7] în bazele 2, 4–9, 10[8], 11, 13–19, 21, 22, 25, 28, 29, 31, 36, [...] și bazele mai mari ca 124.
- Este un număr practic.[9][10]
- Este un coeficient binomial central⁠(d) {\displaystyle {\tbinom {9}{4}}}.[11]
- Este un număr rotund.[12][13]
- Este un număr semiperfect (pseudoperfect).[14][15]
- Este un Număr pentatopic.[16][17]
- Este un număr decagonal.[18][19][20]
- Este un număr piramidal pentagonal.[21][22]
- Deoarece 125 + 1 este σ3(5), este a cincea valoare a funcția numărul divizorilor⁠(d).[23]
- Este suma a două cuburi: {\displaystyle 5^{3}+1^{3}\,}.[24]
- Există 126 de intersecții între diagonalele unui nonagon regulat.[25]
- Există 126 de șiruri de caractere⁠(d) cu lungimea d 7 caractere în care nu se repetă șiruri mai scurte (sunt aperiodice).[26]
- Există 126 de semigrupuri diferite de patru elemente (până la izomorfism și inversare).[27]
- Există 126 de moduri de a diviza un decagon prin diagonale în poligoane cu un număr par de laturi.[28]
- Există exact 126 de întregi pozitivi care nu sunt soluții ale ecuației :{\displaystyle x=abc+abd+acd+bcd,}

unde a, b, c și d trebuie să fie toți întregi pozitivi.
- Este al cincilea număr Granville și al treilea care nu este un număr perfect. Este cel mai mic număr Granville cu trei factori primi diferiți, poate singurul de acest fel.[30]

## În știință

### În astronomie
- Obiectul NGC 126 din New General Catalogue este o galaxie lenticulară cu o magnitudine 14,4 în constelația Peștii.
- 126 Velleda este un asteroid din centura principală.

### În fizică
În fizica nucleară 126 este al șaptelea număr magic. Pentru fiecare din numerele 2, 8, 20, 28, 50, 82 și 126, un nucleu atomic cu acest număr de protoni este sau este prevăzut să fie mai stabil ca alte nuclee. Deși deocamdată elementul cu numărul 126 nu a fost încă descoperit experimental, se speră ca unbihexium să aibă o perioadă de înjumătățire suficient de lungă ca să poată fi detectat.